# Command and Query Objects
Command and Query Objects — архітектурний шаблон проєктування заснований на принципі CQRS

## Переваги та недоліки

### Переваги
- бізнес-логіка поділяється між об'єктами queries і commands. Код сценарію використання інкапсульований в обробнику
- обробники не містять зайвих залежностей
- легко реалізовувати наскрізну функціональність, оскільки всі обробники мають однаковий інтерфейс
- queries відповідають лише за читання даних, commands — за зміну даних. Зменшується навантаження на вибірку даних
- легко замінити компоненти. Їх регулюванням займається посередник

### Недоліки
- важкий в реалізації
- збільшується кількість класів

## Опис мовоюC#
Додамо деякі класи, які будуть симулювати реальні об'єкти.
```
public
 
class
 
DB
 
{
 
...
 
}
 
// доступ до бази даних

public
 
class
 
User
 
{
 
...
 
}
 
// об'єктно-орієнтоване відображення таблиці в базі даних

```

Запишемо інтерфейс query та її обробника. Інтерфейс IQuery не містить ніяких визначень. Його будуть реалізовувати дто-класи призначення яких інкапсулювати дані, та передати їх обробникам. Іншими словами, query відіграє роль аргументів функції. Зате, він містить очікуваний результат повернення, таким чином на його обробника накладаються певні обмеження. Обробник для query — IQueryHandler — містить лише один метод — Handle. Він приймає аргументи, та повертає необхідний результат.
```
public
 
interface
 
IQuery
<
TResult
>
 
{
 
}

public
 
interface
 
IQueryHandler
<
TQuery
,
 
TResult
>

        
where
 
TQuery
 
:
 
IQuery
<
TResult
>

{

    
TResult
 
Handle
(
TQuery
 
query
);

}

```

Припустимо, що виникла задача, знайти користувачів, за введеним значенням. Тоді Query і обробник можуть мати наступний вигляд:
```
public
 
class
 
FindUsersBySearchTextQuery
 
:
 
IQuery
<
User
[]
>

{

    
public
 
string
 
SearchText
 
{
 
get
;
 
private
 
set
;
 
}

        

    
// конструктор, є обов'язковою частиною

    
// він гарантує передачу усіх параметрів в Query

    
public
 
FindUsersBySearchTextQuery
(
string
 
searchText
)

    
{

        
this
.
SearchText
 
=
 
searchText
;

    
}

}

public
 
class
 
FindUsersBySearchTextQueryHandler

        
:
 
IQueryHandler
<
FindUsersBySearchTextQuery
,
 
User
[]
>

{

    
DB
 
db
;

    
public
 
FindUsersBySearchTextQueryHandler
(
DB
 
db
)

    
{

         
this
.
db
 
=
 
db
;

    
}

    
public
 
User
[]
 
Handle
(
FindUsersBySearchTextQuery
 
query
)

    
{

         
return
 
db
.
GetUser
(
query
.
SearchText
)

    
}

}

```

Деколи немає необхідності в породжені великої кількості класів обробників, тоді можна помістити всі обробники в один клас:
```
public
 
class
 
FindUsersBySearchTextQueryHandler

        
:
 
IQueryHandler
<
FindUsersBySearchTextQuery
,
 
User
[]
>
,

          
IQueryHandler
<
AllUserQuery
,
 
User
[]
>

{

    
DB
 
db
;

    
public
 
FindUsersBySearchTextQueryHandler
(
DB
 
db
)

    
{

         
this
.
db
 
=
 
db
;

    
}

    
public
 
User
[]
 
Handle
(
FindUsersBySearchTextQuery
 
query
)

    
{

         
return
 
db
.
GetUsers
(
query
.
SearchText
);

    
}

    
public
 
User
[]
 
Handle
(
AllUserQuery
 
query
)

    
{

         
return
 
db
.
GetAllUsers
();

    
}

}

```

Залишилось написати клас, який буде спідставляти для query його handler.
```
public
 
interface
 
IQueryProcessor

{

    
TResult
 
Process
<
TResult
>
(
IQuery
<
TResult
>
 
query
);

    
// якщо логіка створення обробника є важкою

    
// тоді цей метод доцільно винести в окремий інтерфейс фабрики

    
IDictionary
<
Type
,
 
Func
<
object
,
 
object
>>
 
RegistrateHandlers
();

}

public
 
sealed
 
class
 
QueryProcessor
 
:
 
IQueryProcessor

{

    
DB
 
db
;

    
IDictionary
<
Type
,
 
Func
<
object
,
 
object
>>
 
handlers
;

    
public
 
QueryProcessor
(
DB
 
db
)

    
{

        
this
.
db
 
=
 
db
;

        
this
.
handlers
 
=
 
RegistrateHandlers
();

    
}

    
// не обов'язково public 

    
// логіку спідставлення можна не виносити в інтерфейс,

    
// а приховати від користувача

    
public
 
IDictionary
<
Type
,
 
Func
<
object
,
 
object
>>
 
RegistrateHandlers
()

    
{

        
IDictionary
<
Type
,
 
Func
<
object
,
 
object
>>
 
handlers
 
=
 
new
 
Dictionary
<
Type
,
 
Func
<
object
,
 
object
>>
();

        

        
// спідставлення для запиту відповідного обробника

        
handlers
[
typeof
(
FindUsersBySearchTextQuery
)]
 
=
 
(
param
)
 
=>
 
new
 
FindUsersBySearchTextQueryHandler
(
db
).
Handle
(
param
 
as
 
FindUsersBySearchTextQuery
);

                                 
.
   
.
   
.

        
return
 
handlers
;

    
}

        

    
// виконання обробника, залежно від запиту

    
public
 
TResult
 
Process
<
TResult
>
(
IQuery
<
TResult
>
 
query
)

    
{

        
return
 
(
TResult
)
handlers
[
query
.
GetType
()].
Invoke
(
query
);

    
}
       

        

}

```

Використання матиме наступний вигляд:
```
IQueryProcessor
 
queryProcessor
 
=
 
new
 
QueryProcessor
(
new
 
DB
());

User
[]
 
filteredUsers
 
=
 
queryProcessor
.
Process
(
new
 
FindUsersBySearchTextQuery
(
"search text"
));

```

Розробка command має ту саму структуру. Тільки призначенням command буде не взяття даних, а їх модифікації, створення, видалення тощо.
```
public
 
interface
 
ICommand
<
out
 
TResult
>
 
{
 
}

public
 
interface
 
ICommandHandler
<
in
 
TCommand
,
 
out
 
TResult
>
 
where
 
TCommand
 
:
 
ICommand
<
TResult
>

{

    
TResult
 
Execute
();

}

// можливо клас результату

public
 
class
 
CommandResponse

{

    
public
 
bool
 
IsSucessed
 
{
 
get
;
 
set
;
 
}

    
public
 
string
 
Message
 
{
 
get
;
 
set
;
 
}

}

public
 
interface
 
ICommandProcessor

{

    
TResult
 
Process
<
TResult
>
(
ICommand
<
TResult
>
 
command
);

    
IDictionary
<
Type
,
 
Func
<
object
,
 
object
>>
 
RegistrateHandlers
();

}

```